# Probava
Probava je proces koji se događa u probavnom sustavu, a razgrađuje hranu mehanički i kemijski.
Probava omogućava opskrbu organizma vodom, mineralima, vitaminima i energijom bogatim tvarim poput ugljikovodika, masti i bjelančevina.

## Poveznice
- Ljudska probava, probava hrane ljudskim probavnim sustavom